# Kaohsiung fyr
Kaohsiung fyr (kinesiska: 高雄燈塔), också med namnen Cihou fyr (kinesiska: 旗後燈塔) och Cijin fyr (kinesiska: 旗津燈塔), är en bemannad fyr i närheten av staden Kaohsiung i sydvästra Taiwan. Den ligger på en klippö utanför Kaohsiungs hamn och är Taiwans mest besökta. Från sitt läge på Cihou Mountain erbjuder fyren utsikt över Taiwansundet och miljonstaden Kaohsiung i en och samma vy.

## Historik
Efter Qingdynastins förlust till fransk-brittiska styrkor under andra opiumkriget år 1860 och konventionen i Peking öppnades hamnen i Takao, nuvarande Kaohsiung, för utländsk handel. Den  brittiska ingenjören John Reginald Harding, som var anställd på Kinesiska sjötullverket, konstruerade och byggde en rektangulär fyr av rött tegel i kinesisk stil på en klippa på Qijin Island söder om hamnen för att underlätta navigeringen. Fyren tändes första gången år 1883. Det blev då Taiwans andra fyr, efter Eluanbi fyr som uppfördes 1882 vid Cape Eluanbi i distriktet Pingtung.
Under det japanska styret byggdes hamnen ut och fyren renoverades och byggdes om i barockstil 1916, för att erhålla sitt nuvarande utseende år 1918. Fyren hade då fått sitt åttkantiga vita torn i vitt tegel, med svart kupoltak. Kaohsiung fyr var en av de få fyrar i Taiwan som klarade sig oskadda genom andra världskriget. Den blev visserligen beskjuten, men fyrlyktan och linssystemet fortsatte att fungera.

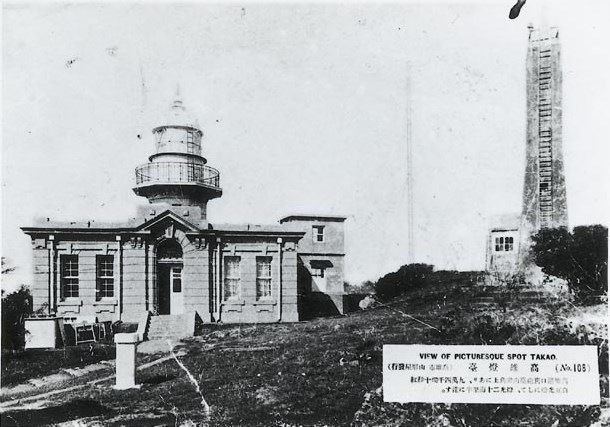
Kaoshing fyr före 1945.

De första fyrvaktarna var britter, som efterhand kompletterades med lokal personal, som hade utbildats på sjötullverket i Shanghai. De tvingades kommunicera med gester då de inte behärskade engelska.
År 1987 klassades fyren som historisk byggnad och 1992 öppnades den för allmänheten.
Fyren renoverades mellan 2017 och 2020 och kan besökas alla dagar utom måndag hela året. Fyrvaktarbostaden, som är hopbyggd med fyren, har inretts som museum och från fyrens balkong har man fin utsikt över Kaohsiungs hamn. Den skall kompletteras med ett kafé och ett trädäck ut mot hamnen, som kommer att vara öppet på kvällstid. Arbetet beräknas vara klart i slutet av februari 2022.